# 前471年
| 千纪： | 前1千纪 |
| 世纪： | 前6世纪 \| 前5世纪 \| 前4世纪 |
| 年代： | 前500年代 \| 前490年代 \| 前480年代 \| 前470年代 \| 前460年代 \| 前450年代 \| 前440年代                                                                                               |
| 年份： | 前476年 \| 前475年 \| 前474年 \| 前473年 \| 前472年 \| 前471年 \| 前470年 \| 前469年 \| 前468年 \| 前467年 \| 前466年                                                                 |
| 纪年： | 周元王五年 魯哀公二十四年 齐平公十年 晉出公四年 赵襄子五年 秦厉共公六年 楚惠王十八年 宋景公四十六年 卫出公后六年 蔡声侯元年 郑声公三十年 燕孝公二十二年 越王勾践二十六年 杞湣公十六年 |

## 大事記
- 四月，晉出公準備發兵進攻齊國，派人來魯國請求出兵，臧石領兵和晉軍會合，佔領了廩丘。
- 羅馬共和國平民大會獲得特裡布斯會議（Comitia Tributa）稱號，但其決議僅對平民有效。